# Ла Палма (град, Калифорния)
Ла Палма (на английски: La Palma) е град в окръг Ориндж, щата Калифорния, САЩ.
Ла Палма е с население от 15408 жители (2000) и обща площ от 4,8 km². Намира се на 14 m надморска височина. ЗИП кодовете му са 90623, а телефонният му код е 562, 714.